# Dichelacera melanosoma
Dichelacera melanosoma är en tvåvingeart som beskrevs av James Stewart Hine 1920. Dichelacera melanosoma ingår i släktet Dichelacera och familjen bromsar. Inga underarter finns listade i Catalogue of Life.